# Frank B. Zoltowski
| Asteroidi scoperti: 209 | Asteroidi scoperti: 209 | Asteroidi scoperti: 209 |
| ----------------------- | ----------------------- | ----------------------- |
| 8430 Florey             | 25 dicembre 1997        |                         |
| 10203 Flinders          | 1º agosto 1997          |                         |
| 11150 Bragg             | 21 dicembre 1997        |                         |
| 11195 Woomera           | 15 gennaio 1999         |                         |
| 11212 Tebbutt           | 18 aprile 1999          |                         |
| 11356 Chuckjones        | 18 dicembre 1997        |                         |
| 12102 Piazzolla         | 5 maggio 1998           |                         |
| (12103) 1998 KL         | 19 maggio 1998          |                         |
| (12495) 1998 FJ         | 18 marzo 1998           |                         |
| (12518) 1998 HM52       | 27 aprile 1998          |                         |
| (12543) 1998 QM5        | 23 agosto 1998          |                         |
| (12899) 1998 RN13       | 1º settembre 1998       |                         |
| (12922) 1998 WW19       | 27 novembre 1998        |                         |
| (13296) 1998 RV         | 11 settembre 1998       |                         |
| (13742) 1998 SX22       | 23 settembre 1998       |                         |
| (13776) 1998 UK1        | 19 ottobre 1998         |                         |
| (14169) 1998 UZ24       | 25 ottobre 1998         |                         |
| (14204) 1999 AM20       | 12 gennaio 1999         |                         |
| (14530) 1997 PR         | 1º agosto 1997          |                         |
| (14536) 1997 RY2        | 3 settembre 1997        |                         |
| (14557) 1997 VG8        | 15 novembre 1997        |                         |
| (14592) 1998 SV22       | 20 settembre 1998       |                         |
| (14991) 1997 UV14       | 31 ottobre 1997         |                         |
| (15043) 1998 XW9        | 11 dicembre 1998        |                         |
| (15383) 1997 SE3        | 21 settembre 1997       |                         |
| (15410) 1997 YZ         | 19 dicembre 1997        |                         |
| (15475) 1999 BQ14       | 24 gennaio 1999         |                         |
| (15936) 1997 YM4        | 22 dicembre 1997        |                         |
| (16916) 1998 FM15       | 27 marzo 1998           |                         |
| (16963) 1998 RE2        | 12 settembre 1998       |                         |
| (17227) 2000 CW80       | 11 febbraio 2000        |                         |
| (17708) 1997 WB         | 18 novembre 1997        |                         |
| (17750) 1998 DZ1        | 18 febbraio 1998        |                         |
| (17775) 1998 FH         | 18 marzo 1998           |                         |
| (17828) 1998 HK8        | 22 aprile 1998          |                         |
| (17854) 1998 JC4        | 5 maggio 1998           |                         |
| (17916) 1999 GZ3        | 10 aprile 1999          |                         |
| (18600) 1998 BK10       | 24 gennaio 1998         |                         |
| (18757) 1999 HT         | 18 aprile 1999          |                         |
| (19375) 1998 AB5        | 6 gennaio 1998          |                         |
| (19387) 1998 DA2        | 18 febbraio 1998        |                         |
| (19404) 1998 FO5        | 24 marzo 1998           |                         |
| (19471) 1998 HK52       | 25 aprile 1998          |                         |
| (19472) 1998 HL52       | 27 aprile 1998          |                         |
| (19505) 1998 MC         | 16 giugno 1998          |                         |
| (19566) 1999 KO6        | 23 maggio 1999          |                         |
| (19579) 1999 MB1        | 23 giugno 1999          |                         |
| (20319) 1998 GK1        | 5 aprile 1998           |                         |
| (20365) 1998 KD5        | 24 maggio 1998          |                         |
| (20398) 1998 NQ         | 11 luglio 1998          |                         |
| (20457) 1999 LX7        | 10 giugno 1999          |                         |
| (20463) 1999 MC1        | 23 giugno 1999          |                         |
| (20464) 1999 MD1        | 24 giugno 1999          |                         |
| (20619) 1999 SB10       | 30 settembre 1999       |                         |
| (21442) 1998 GF1        | 4 aprile 1998           |                         |
| (21567) 1998 RB2        | 1º settembre 1998       |                         |
| (22620) 1998 KZ26       | 23 maggio 1998          |                         |
| (22634) 1998 MN7        | 22 giugno 1998          |                         |
| (22636) 1998 MV13       | 25 giugno 1998          |                         |
| (22761) 1998 YH4        | 16 dicembre 1998        |                         |
| (22770) 1999 BR14       | 24 gennaio 1999         |                         |
| (23740) 1998 KP3        | 25 maggio 1998          |                         |
| (23793) 1998 QK26       | 23 agosto 1998          |                         |
| (23846) 1998 RF         | 1º settembre 1998       |                         |
| (24958) 1997 SS31       | 28 settembre 1997       |                         |
| (25008) 1998 PL         | 8 agosto 1998           |                         |
| (25009) 1998 PG1        | 15 agosto 1998          |                         |
| (25028) 1998 QL26       | 25 agosto 1998          |                         |
| (25839) 2000 ES50       | 11 marzo 2000           |                         |
| (26226) 1998 GJ1        | 4 aprile 1998           |                         |
| (26280) 1998 SW22       | 20 settembre 1998       |                         |
| (26354) 1998 YJ4        | 16 dicembre 1998        |                         |
| (26980) 1997 UQ10       | 29 ottobre 1997         |                         |
| (26983) 1997 VA         | 1º novembre 1997        |                         |
| (27124) 1998 WA20       | 29 novembre 1998        |                         |
| (27166) 1999 AN20       | 12 gennaio 1999         |                         |
| (27183) 1999 CF4        | 10 febbraio 1999        |                         |
| (28029) 1998 DW9        | 20 febbraio 1998        |                         |
| (28363) 1999 GN6        | 14 aprile 1999          |                         |
| (28372) 1999 HU         | 18 aprile 1999          |                         |
| (29495) 1997 WU7        | 27 novembre 1997        |                         |
| (29739) 1999 BM9        | 16 gennaio 1999         |                         |
| (29751) 1999 CE4        | 9 febbraio 1999         |                         |
| (29752) 1999 CG4        | 10 febbraio 1999        |                         |
| (29831) 1999 EV4        | 13 marzo 1999           |                         |
| (31350) 1998 SF2        | 17 settembre 1998       |                         |
| (31606) 1999 GX4        | 13 aprile 1999          |                         |
| (31668) 1999 JX3        | 6 maggio 1999           |                         |
| (33099) 1997 YN8        | 27 dicembre 1997        |                         |
| (33178) 1998 FL15       | 27 marzo 1998           |                         |
| (33211) 1998 FG74       | 30 marzo 1998           |                         |
| (33286) 1998 KA         | 16 maggio 1998          |                         |
| (33321) 1998 QL         | 17 agosto 1998          |                         |
| (33533) 1999 HV3        | 19 aprile 1999          |                         |
| (33712) 1999 LE19       | 10 giugno 1999          |                         |
| (35480) 1998 FN5        | 24 marzo 1998           |                         |
| (35485) 1998 FZ14       | 24 marzo 1998           |                         |
| (35562) 1998 GL1        | 5 aprile 1998           |                         |
| (35622) 1998 JF4        | 5 maggio 1998           |                         |
| (35729) 1999 GZ4        | 13 aprile 1999          |                         |
| (35758) 1999 HE         | 16 aprile 1999          |                         |
| (35759) 1999 HQ         | 17 aprile 1999          |                         |
| (37819) 1998 BE5        | 20 gennaio 1998         |                         |
| (37936) 1998 GH1        | 4 aprile 1998           |                         |
| (38209) 1999 NE         | 4 luglio 1999           |                         |
| (38444) 1999 SY9        | 29 settembre 1999       |                         |
| (39889) 1998 FG         | 17 marzo 1998           |                         |
| (40027) 1998 JH4        | 15 maggio 1998          |                         |
| (40100) 1998 PV         | 12 agosto 1998          |                         |
| (40105) 1998 QL4        | 17 agosto 1998          |                         |
| (40170) 1998 RK         | 1º settembre 1998       |                         |
| (42617) 1998 FJ1        | 20 marzo 1998           |                         |
| (44168) 1998 JJ4        | 15 maggio 1998          |                         |
| (44198) 1998 MP24       | 25 giugno 1998          |                         |
| (44308) 1998 RG         | 1º settembre 1998       |                         |
| (44486) 1998 WZ19       | 29 novembre 1998        |                         |
| (46847) 1998 QM26       | 25 agosto 1998          |                         |
| (46918) 1998 SC         | 16 settembre 1998       |                         |
| (48783) 1997 SR         | 20 settembre 1997       |                         |
| (48787) 1997 SY4        | 26 settembre 1997       |                         |
| (48833) 1997 YA5        | 24 dicembre 1997        |                         |
| (48899) 1998 MM7        | 17 giugno 1998          |                         |
| (48930) 1998 PW         | 14 agosto 1998          |                         |
| (48937) 1998 QN4        | 21 agosto 1998          |                         |
| (49039) 1998 RH         | 1º settembre 1998       |                         |
| (49042) 1998 RD2        | 12 settembre 1998       |                         |
| (49271) 1998 UG15       | 20 ottobre 1998         |                         |
| (51280) 2000 KG4        | 24 maggio 2000          |                         |
| (52614) 1997 UP10       | 29 ottobre 1997         |                         |
| (52618) 1997 VP2        | 4 novembre 1997         |                         |
| (52759) 1998 MW13       | 25 giugno 1998          |                         |
| (52771) 1998 PX         | 14 agosto 1998          |                         |
| (53144) 1999 BN9        | 22 gennaio 1999         |                         |
| (55867) 1997 RX2        | 3 settembre 1997        |                         |
| (55882) 1997 WY1        | 20 novembre 1997        |                         |
| (55899) 1998 BJ10       | 24 gennaio 1998         |                         |
| (56044) 1998 XU17       | 15 dicembre 1998        |                         |
| (56218) 1999 HP4        | 26 aprile 1999          |                         |
| (56278) 1999 KB         | 16 maggio 1999          |                         |
| (58936) 1998 PJ1        | 13 agosto 1998          |                         |
| (59422) 1999 GD4        | 12 aprile 1999          |                         |
| (59423) 1999 GE4        | 12 aprile 1999          |                         |
| (59471) 1999 HP         | 17 aprile 1999          |                         |
| (59758) 1999 MH         | 18 giugno 1999          |                         |
| (59761) 1999 MZ         | 23 giugno 1999          |                         |
| (60531) 2000 EF50       | 9 marzo 2000            |                         |
| (65958) 1998 GG1        | 4 aprile 1998           |                         |
| (66001) 1998 OG1        | 17 luglio 1998          |                         |
| (66279) 1999 JK11       | 12 maggio 1999          |                         |
| (69761) 1998 QM4        | 21 agosto 1998          |                         |
| (69844) 1998 SY22       | 23 settembre 1998       |                         |
| (70057) 1999 JJ11       | 12 maggio 1999          |                         |
| (70122) 1999 MX         | 22 giugno 1999          |                         |
| (70123) 1999 ME1        | 24 giugno 1999          |                         |
| (70124) 1999 NY         | 10 luglio 1999          |                         |
| (70220) 1999 RF44       | 13 settembre 1999       |                         |
| (70430) 1999 TM2        | 2 ottobre 1999          |                         |
| (70432) 1999 TO3        | 3 ottobre 1999          |                         |
| (71551) 2000 DW6        | 27 febbraio 2000        |                         |
| (73992) 1998 FK1        | 20 marzo 1998           |                         |
| (74019) 1998 GY         | 2 aprile 1998           |                         |
| (74026) 1998 HL8        | 22 aprile 1998          |                         |
| (74069) 1998 MO7        | 22 giugno 1998          |                         |
| (74078) 1998 NP         | 3 luglio 1998           |                         |
| (74079) 1998 NS         | 11 luglio 1998          |                         |
| (74121) 1998 QT53       | 28 agosto 1998          |                         |
| (74362) 1998 WY19       | 29 novembre 1998        |                         |
| (74534) 1999 JA         | 1º maggio 1999          |                         |
| (75850) 2000 CC         | 2 febbraio 2000         |                         |
| (77958) 2002 HR10       | 21 aprile 2002          |                         |
| (79517) 1998 MD         | 16 giugno 1998          |                         |
| (79518) 1998 MF3        | 16 giugno 1998          |                         |
| (80084) 1999 KN6        | 23 maggio 1999          |                         |
| (80692) 2000 CD         | 2 febbraio 2000         |                         |
| (84778) 2002 XP59       | 10 dicembre 2002        |                         |
| (85481) 1997 OG1        | 27 luglio 1997          |                         |
| (85647) 1998 PZ         | 14 agosto 1998          |                         |
| (85675) 1998 RC2        | 3 settembre 1998        |                         |
| (85971) 1999 GW5        | 15 aprile 1999          |                         |
| (90921) 1997 QP4        | 22 agosto 1997          |                         |
| (91112) 1998 HJ52       | 25 aprile 1998          |                         |
| (91401) 1999 MY         | 22 giugno 1999          |                         |
| (91402) 1999 NW         | 9 luglio 1999           |                         |
| (92489) 2000 MK         | 24 giugno 2000          |                         |
| (96436) 1998 FS72       | 28 marzo 1998           |                         |
| (96722) 1999 LO4        | 10 giugno 1999          |                         |
| (99916) 1998 AA5        | 3 gennaio 1998          |                         |
| (100898) 1998 JG4       | 15 maggio 1998          |                         |
| (101494) 1998 XD3       | 8 dicembre 1998         |                         |
| (101859) 1999 LA        | 2 giugno 1999           |                         |
| (104766) 2000 HG24      | 29 aprile 2000          |                         |
| (112050) 2002 JF9       | 7 maggio 2002           |                         |
| (114299) 2002 XL37      | 9 dicembre 2002         |                         |
| (114392) 2002 YK7       | 31 dicembre 2002        |                         |
| (118367) 1999 GC4       | 12 aprile 1999          |                         |
| (120853) 1998 QK4       | 17 agosto 1998          |                         |
| (121122) 1999 HW3       | 21 aprile 1999          |                         |
| (121233) 1999 RU36      | 10 settembre 1999       |                         |
| (121853) 2000 CT34      | 3 febbraio 2000         |                         |
| (129770) 1999 HV        | 18 aprile 1999          |                         |
| (129812) 1999 MA1       | 23 giugno 1999          |                         |
| (130611) 2000 SP23      | 26 settembre 2000       |                         |
| (137241) 1999 RV36      | 11 settembre 1999       |                         |
| (138118) 2000 EA4       | 1º marzo 2000           |                         |
| (138142) 2000 EE50      | 9 marzo 2000            |                         |
| (145989) 2000 BL15      | 30 gennaio 2000         |                         |
| (150179) 1998 FN15      | 27 marzo 1998           |                         |
| (152757) 1999 JL11      | 12 maggio 1999          |                         |
| (164767) 1998 YK4       | 18 dicembre 1998        |                         |

Frank B. Zoltowski (1957) è un astronomo amatoriale australiano.
È un prolifico scopritore di asteroidi, ne ha scoperti più di 200. Conduce le sue ricerche dalla sua casa a Woomera in Australia.
Nel 1998 ha ricevuto il Gene Shoemaker NEO Grant per le sue ricerche di oggetti near-Earth.
Nel 1999 grazie anche alle osservazioni di Zoltowski sull'asteroide (137108) 1999 AN10, si è potuto calcolare che nel 2027 l'oggetto passerà tra i 37000 e 800000 km dalla Terra.
Gli è stato dedicato un asteroide, 18292 Zoltowski.